# Sedisvakanzmünzen

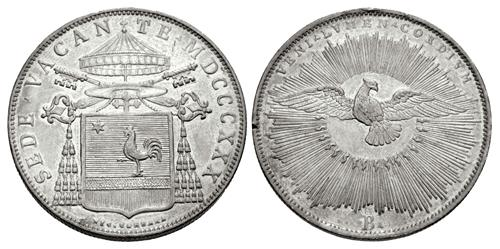
Sedisvakanzmünze (Scudo) von 1830, Münzstätte Bologna, mit dem Wappenschild des Camerlengos Pietro Francesco Galleffi und SEDE VACANTE in der Umschrift (Tod Pius VIII.). (Silber; Durchmesser 37 mm; 26,41 g)

Sedisvakanzmünzen (von lat. sede vacante = während der Stuhl leer steht) sind Münzen, die während des verwaisten päpstlichen oder bischöflichen Stuhls vom Kardinalskollegium oder vom Domkapitel geprägt wurden.

## Münzgeschichte und Münzbeschreibungen

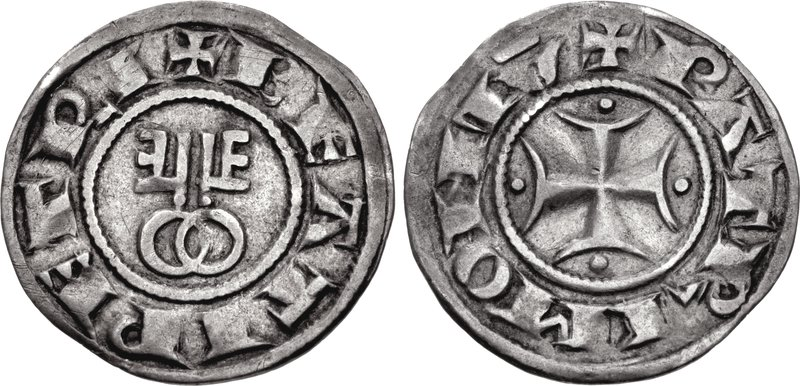
Der Grosso Paparino ohne Jahreszahl wurde nach dem Tod von Papst Clemens IV. ab 1268 geprägt. (Silber; Durchmesser 21 mm; 1,63 g)

Die für die Münzgeschichte verwendeten Münzbeschreibungen von Sedisvakanzmünzen sind Einzelbeispiele. Sämtliche Sedisvakanzmünzen sind ab dem 14. Jahrhundert an der Inschrift SEDE VACANTE leicht zu erkennen.

### Kirchenstaat
Sedisvakanzmünzen sind bereits während der Sedisvakanz nach dem Tod des Papstes Clemens IV. bekannt. Der Grosso Paparino zeigt zwei senkrecht nebeneinander liegende Schlüssel mit voneinander abgekehrten Bärten und auf der Gegenseite ein Kreuz mit Kugeln an den Enden. Die Sedisvakanzmünze stammt aus der Münzstätte Viterbo. Die papstlose Zeit dauerte von 1268 bis 1271. Nach dem Tod von Clemens IV. konnte sich das Kardinalskollegium erst 1271 auf einen Nachfolger einigen. Das war die längste Zeit einer Sedisvakanz, die es jemals gab.

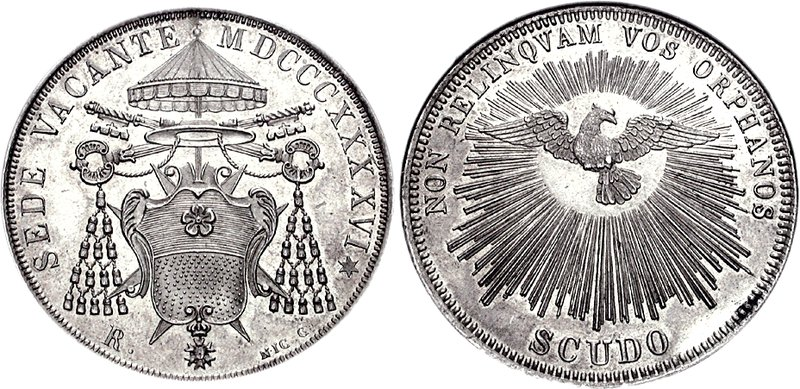
Scudo von 1846 mit dem Wappenschild des Camerlengos Tommaso Riario Sforza. Die Münze wurde nach dem Tod von Gregor XVI. geprägt. Umschrift: SEDE VACANTE mit der Jahreszahl MDCCCXXXXVI. Rückseite: Heiliger Geist in Gestalt einer Taube, Wert SCUDO. (Silber; Durchmesser 37 mm; 26,41 g)

Seit 1521 war es in Rom im Kirchenstaat Sitte, dass der jeweilige Camerlengo (Kardinalkämmerer), das ist der oberste Finanzbeamte beim päpstlichen Stuhl, während der Sedisvakanz die Münze verwaltet. Die Sedisvakanzmünzen des Kirchenstaats zeigen seit dieser Zeit an Stelle der Tiara einen als Padiglione bezeichneten Baldachin über die gekreuzten Schlüssel und den Wappenschild des jeweiligen Camerlengo unter dem Kardinalshut sowie SEDE VACANTE in der Umschrift. Die Rückseite zeigt meist den Heiligen Geist in Gestalt einer Taube mit einem Wahlspruch wie im  Bild rechts.
Laut Johann David Köhlers Münzbelustigung gereicht es dem Kardinalkämmerer zum größten Ansehen, während der „Erledigung des Römischen Stuhls“ mit seinem eigenen Wappen Geld auszuprägen:

„Der erste Cardinal-Cämmerling, der solches gethan, ist Francesco Amellini A 1521 nach Absterben P. Leo X. Man hat von ihm Giuli auf der ersten Seite mit seinem Wappen, den Schlüsseln, dem Padiglione und der Umschrift SEDE VACANTE […].“

Giulio (italienisch für Julius) ist ein silberner Grosso des Papstes Julius II. (1503–1513). Der Münzname  ging später auf andere päpstliche und italienische Groschen über.
Mitunter kann es auch vorkommen, dass die den Heiligen Geist darstellende Taube auf der Vorderseite über dem Padiglione schwebt und die Rückseite eine allegorische Darstellung zeigt.

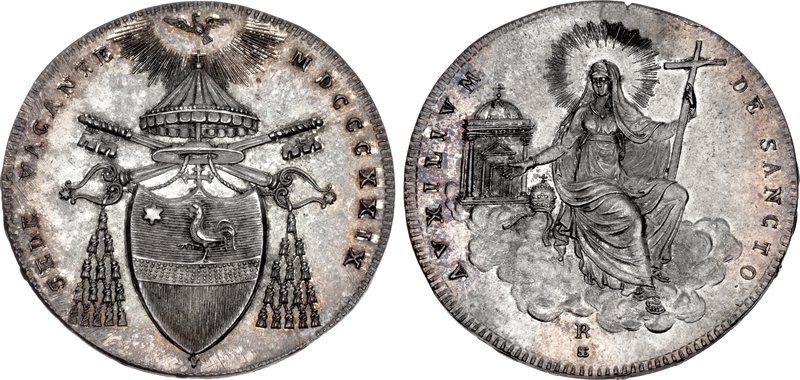
Mezzo Scudo von 1829 mit dem Wappenschild des Camerlengos Pietro Francesco Galleffi. Die Sedisvakanzmünze wurde nach dem Tod von Papst Leo XII. geprägt. (Silber; Durchmesser 34 mm; 13,26 g)

Die Sedisvakanzmünze, ein halber Scudo von 1829 aus der Münzstätte Rom, ließ der Camerlengo Pietro Francesco Galleffi prägen. Der Anlass dafür war der Tod von Papst Leo XII. (1823–1829) im Jahr 1829.
Die Vorderseite zeigt den Wappenschild des Camerlengos unter dem Kardinalshut mit Quasten, darüber die gekreuzten Schlüssel und den Padiglione. Oben schwebt der Heilige Geist in Gestalt einer Taube. Die Umschrift lautet SEDE VACANTE mit der Jahreszahl MDCCCXXIX. Das ist die Römische Zahlschrift für 1829.
Die Rückseite zeigt abweichend von den meisten Sedisvakanzmünzen die personifizierte Kirche auf Wolken sitzend. Mit der linken Hand hält sie ein Kreuz und mit der rechten zeigt sie sie auf die Tiara und auf ein Modell vom St. Peter.

#### Eine ungewöhnliche Sedisvakanzmünze

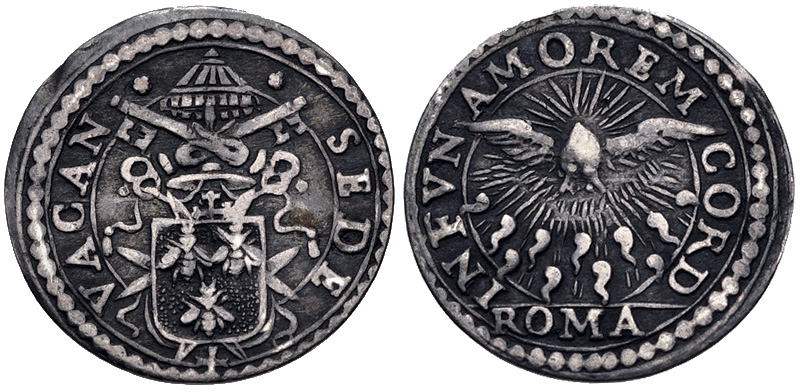
Mezzo Grosso, 1655 geprägt, eine ungewöhnliche Gestaltung. (Silber; Durchmesser 15 mm; 0,77 g)

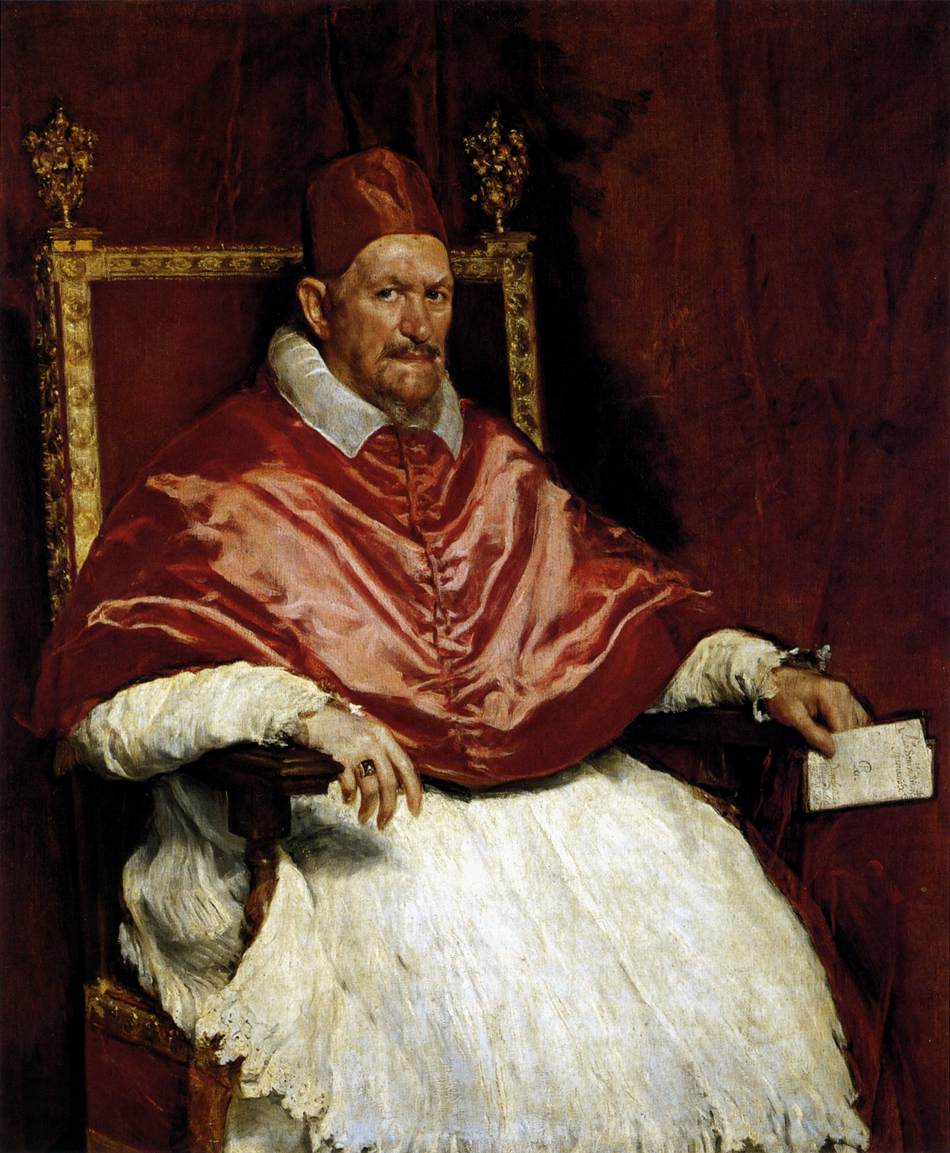
Innozenz X. – Seinem Tod scheint der Eisenschneider Ausdruck verliehen zu haben.

Die kleine Sedisvakanzmünze, der Mezzo Grosso, wurde 1655 nach dem Tod von Papst Innozenz X. (1644–1655) unter dem Camerlengo Kardinal Antonio Barberini geprägt.
Die Vorderseite mit der Umschrift SEDE VACAN(te) zeigt den Wappenschild des Camerlengos unter dem Kardinalshut, darüber die gekreuzten Schlüssel und den Padiglione. Die andere Seite zeigt den Heilige Geist in Taubengestalt mit vielen Strahlen umgeben und über herabfallenden vielen zungenförmigen Feuerflammen schwebend. In der Umschrift befindet sich der Wahlspruch INFVN(de) AMOREM CORD(ibus) (Gieß Liebe in die Herzen ein). Im Abschnitt ist die Münzstätte ROMA (Rom) angegeben.
Ungewöhnlich ist, dass der Heilige Geist in Gestalt einer Taube von hinten so dargestellt wurde, dass der Kopf nicht sichtbar ist, sondern ihr Hinterteil. Wahrscheinlich besteht dazu folgender Zusammenhang: Die Schwägerin von Papst Innozenz X., Olimpia Maidalchini, übte während seines Pontifikats einen unangemessenen Einfluss aus. Nach seinem Tod soll sie seine Habseligkeiten an sich genommen und sich sogar geweigert haben, Kleider für sein Begräbnis zu geben. Drei Tage lang soll sich niemand um den Toten gekümmert haben, bevor er schließlich ohne jede Feierlichkeiten bestattet wurde. Ein Kanonikus, der früher in päpstlichen Diensten stand, aber schon lange entfernt worden war, soll endlich einen halben Scudo aufgewendet haben, um ihm die letzte Ehre erweisen zu lassen. Sein Grabdenkmal errichtete erst im Jahr 1730 ein Nachfahre. Die unübliche Darstellung der Taube könnte ein Ausdruck dafür sein. Mit größter Wahrscheinlichkeit gibt es keine weiteren Sedisvakanzmünzen mit dieser auffälligen Darstellung.
Der vom gewohnten Bild abweichende Stempelschnitt der Rückseite könnte in Eigeninitiative des Münzeisenschneiders realisiert worden sein. Siehe dazu als Beispiel den Weidenbaumtaler von 1632. Das ungewöhnliche Münzbild der kleinen, sehr leichten Münze wird bei der Ausgabe nicht bemerkt oder nicht gesichtet worden sein. Andere Münznominale des Camerlengos sind wie üblich ausgeführt worden.
Die tatsächliche Bedeutung der Abweichung vom üblichen Münzbild ist unbekannt.

### Vatikanstadt

2-Euro-Sedisvakanzmünze von 2005.

Der Staat Vatikanstadt besteht seit 1929 als Nachfolgestaat des Kirchenstaats. Er besitzt ebenfalls die Münzhoheit und lässt auch Sedisvakanzmünzen prägen. Die Souveränität des Papstes über die Vatikanstadt mit den vatikanischen Enklaven in Italien wurde in den Lateranverträgen von 11. Februar 1929 anerkannt.
Für die Prägung der Euromünzen war eine Währungsvereinbarung zwischen der Italienischen Republik im Namen der Europäischen Union und dem Staat Vatikanstadt erforderlich, weil dieser kein Mitglied der Europäischen Union ist.
Das Münzbild auf der Wappenseite der Euromünzen entspricht dem typischen Münzbild einer Sedisvakanzmünze des Kirchenstaats. Das abgebildete 2-Euro-Stück von 2005 ist eine nach dem Tod von Papst Johannes Paul II. herausgegebene vatikanische Euromünze. Sie zeigt das Münzbild einer Sedisvakanzmünze mit dem Wappenschild des Kardinalkämmerers Eduardo Martínez Somalo.

### Bistümer

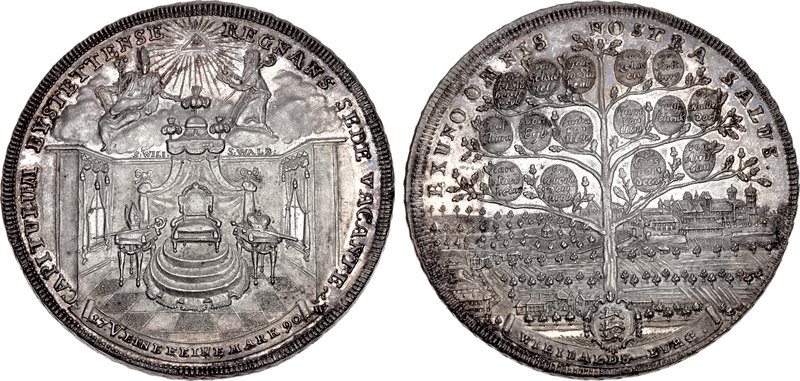
Bistum Eichstätt, doppelter Sedisvakanztaler (Breiter Taler) von 1790 (Silber; Durchmesser 53 mm; 56,18 g)

In den Bistümern wurde die Verwaltung der Münzstätte während der Sedisvakanz nach dem Vorbild des Kirchenstaats geregelt. Die Sedisvakanzmünzen der Bistümer zeigen oft die Wappen der Mitglieder des jeweiligen Domkapitels und den betreffenden Schutzpatron. Die Sedisvakanzmünzen von Dom- und Stiftkapiteln werden auch als Kapitularmünzen oder Kapitelmünzen bezeichnet.
Der doppelte Sedisvakanztaler des Hochstifts Eichstätt symbolisiert mit dem leeren Stuhl im Münzbild deutlich die Sedisvakanz im Hochstift. Unter dem strahlenden Auge Gottes auf Wolken sind die Schutzpatrone Willibald von Eichstätt und Walburgis zu sehen. Im Schriftband auf der Vorderseite unten ist der Münzfuß des doppelten Konventionstalers mit V EINE FEINE MARK angegeben. In der Umschrift ist mit SEDE VACANTE die Sedisvakanz genannt.
Die Gegenseite zeigt die Schilde der Domherren an den Ästen einer Eiche. Rechts ist Eichstätt mit der Willibaldsburg zu sehen, links die Altmühl.